# Juri Yokoyama
Juri Yokoyama (em japonês:  横山 樹理; Kitakyushu, 9 de março de 1955) é uma ex-jogadora de voleibol do Japão que competiu nos Jogos Olímpicos de 1976.
Em 1976, ela fez parte da equipe japonesa que conquistou a medalha de ouro no torneio olímpico, no qual atuou em cinco partidas.